# ゲオルク・トーマ
ゲオルク・トーマ（Georg Thoma、1937年8月20日 - ）は、ドイツ、バーデン＝ヴュルテンベルク州ヒンターツァルテン出身の元ノルディック複合、スキージャンプ選手。

## プロフィール
西ドイツ代表として1960年スコーバレーオリンピックで金メダルを獲得し、同年のドイツスポーツマンオフザイヤーを受賞した。1964年インスブルックオリンピックでは銅メダルを獲得した。この年には、ホルメンコーレン・メダルを受賞（ヴェイッコ・カンコネン、エーロ・マンティランタ、ハルボル・ナースと同時受賞）している。
ホルメンコーレン大会のノルディック複合で1963年、1964年、1965年と優勝し、1966年ノルディックスキー世界選手権で金メダルを獲得して4連覇を達成した。これは、1912年-1915年のLauritz Bergendahl（ノルウェー）以来2人目の快挙である（ビャルテ・エンゲン・ビークが1996年-2000年に5連覇を達成し、新記録とした）。
トーマはジャンプを得意とし、純ジャンプのドイツ選手権で1960年、1961年、1963年の3回優勝している。1987年、ノルディックスキー世界選手権のベストコメンテーター賞（w:de:Goldener Gong）を受賞した。
スキージャンプの元オリンピックメダリストであるディーター・トーマは甥に当たる。

## 関連書籍
- Jauch, Gerd: Georg Thoma. Vom Hütejungen zum Skikönig, Freiburg im Breisgau 1990
- Gustl Berauer: Georg Thoma, Frankfurt/M. ; Wien : Limpert, 1961
- 1987 - Goldener Gong als Bester TV-Kommentator der Nordischen Ski-WM